# Jevgenij Donskoj
Jevgenij Jevgeňjevič Donskoj (rusky Евгений Евгеньевич Донской; * 9. května 1990 Moskva) je ruský profesionální tenista. Ve své dosavadní kariéře nevyhrál na okruhu ATP Tour žádný turnaj. Na challengerech ATP a okruhu ITF získal čtrnáct titulů ve dvouhře a čtyři ve čtyřhře.
Na žebříčku ATP byl ve dvouhře nejvýše klasifikován v červenci 2013 na 65. místě a ve čtyřhře v listopadu 2012 na 161. místě. Trénuje ho Boris Sobkin.
Na nejvyšší grandslamové úrovni se nejdále probojoval do třetího kola Australian Open 2013 a také newyorského US Open 2013. Ve druhém kole Dubai Tennis Championships 2017 vyřadil v roli kvalifikantka světovou desítku Rogera Federera.
V ruském daviscupovém týmu debutoval v roce 2013 dubnovým čtvrtfinále 1. skupiny zóny Evropy a Afriky proti Velké Británii, v němž vyhrál první dvouhru nad Jamesem Wardem a druhou pak s Danielem Evansem prohrál. Ruští tenisté Britům celkově podlehli 3:2 na zápasy. Do roku 2023 v soutěži nastoupil k devíti mezistátním utkáním s bilancí 3–4 ve dvouhře a 2–2 ve čtyřhře.
Rusko reprezentoval na Letních olympijských hrách 2016 v Riu de Janeiru, kde po výhře ve druhém kole mužské dvouhry nad španělskou turnajovou sedmičkou Davidem Ferrerem vypadl ve třetí fázi s dvanáctým nasazeným Američanem Stevem Johnsonem.

## Finále na challengerech ATP a okruhu Futures
| Legenda                     |
| --------------------------- |
| Challengery (12–9 D; 2–2 Č) |
| Futures (2–1 D; 2–4 Č)      |

### Dvouhra: 24 (14–10)
| Stav      | Č.  | Datum              | Turnaj                     | Povrch    | Soupeř ve finále    | Výsledek                  |
| --------- | --- | ------------------ | -------------------------- | --------- | ------------------- | ------------------------- |
| Vítěz     | 1.  | 16. června 2008    | Illičivsk, Ukrajina        | antuka    | Denys Molčanov      | 6–7(10–12), 7–6(7–5), 6–4 |
| Finalista | 1.  | 15. března 2010    | Astana, Kazachstán         | tvrdý     | Alexandr Kudrjavcev | 4–6, 3–6                  |
| Vítěz     | 1.  | 26. února 2011     | Casablanca, Maroko         | antuka    | Alessio di Mauro    | 2–6, 6–3, 6–3             |
| Vítěz     | 2.  | 7. března 2011     | Sabadell, Španělsko        | antuka    | Simone Vagnozzi     | 7–5, 7–5                  |
| Finalista | 1.  | 3. července 2011   | Braunschweig, Německo      | antuka    | Lukáš Rosol         | 5–7, 6–7(2–7)             |
| Vítěz     | 2.  | 25. února 2012     | Meknes, Maroko             | antuka    | Adrian Ungur        | 6–1, 6–3                  |
| Finalista | 2.  | 21. července 2012  | Penza, Rusko               | tvrdý     | Illja Marčenko      | 5–7, 3–6                  |
| Vítěz     | 3.  | 29. července 2012  | Astana, Kazachstán         | tvrdý     | Marsel İlhan        | 6–3, 6–4                  |
| Vítěz     | 4.  | 26. srpna 2012     | Segovia, Španělsko         | tvrdý     | Albano Olivetti     | 6–1, 7–6(13–11)           |
| Vítěz     | 5.  | 11. listopadu 2012 | Loughborough, Německo      | tvrdý     | Jan-Lennard Struff  | 6–2, 4–6, 6–1             |
| Vítěz     | 6.  | 26. listopadu 2012 | Ťumeň, Rusko               | tvrdý     | Illja Marčenko      | 6–7(6–8), 6–3, 6–2        |
| Finalista | 4.  | 15. února 2014     | Kalkata, Indie             | tvrdý     | Ilija Bozoljac      | 6–1, 6–1                  |
| Finalista | 5.  | 9. května 2015     | Karši, Uzbekistán          | tvrdý     | Teimuraz Gabašvili  | 2–5skreč                  |
| Finalista | 6.  | 2. srpna 2015      | Astana, Kazachstán         | tvrdý     | Michail Kukuškin    | 2–6, 2–6                  |
| Vítěz     | 9.  | 9. srpna 2015      | Segovia, Španělsko         | tvrdý     | Marco Chiudinelli   | 7–6(7–2), 6–3             |
| Finalista | 7.  | 31. října 2015     | Puné, Indie                | tvrdý     | Juki Bhambri        | 2–6, 6–7(4–7)             |
| Vítěz     | 10. | 3. dubna 2016      | Ra'anana, Izrael           | tvrdý     | Ričardas Berankis   | 6–4, 6–4                  |
| Vítěz     | 11. | 31. července 2016  | Astana, Kazachstán         | tvrdý     | Konstantin Kravčuk  | 6–3, 6–3                  |
| Vítěz     | 12. | březen 2017        | Ču-chaj, Čína              | tvrdý     | Thomas Fabbiano     | 6–3, 6–4                  |
| Finalista | 8.  | srpen 2017         | Čcheng-tu, Čína            | tvrdý     | Lu Jan-sun          | 3–6, 4–6                  |
| Vítěz     | 13. | říjen 2017         | Kao-siung, Tchaj-wan       | tvrdý     | Marius Copil        | 7–6(7–0), 7–5             |
| Finalista | 9.  | červen 2019        | Nottingham, Velká Británie | tráva     | Daniel Evans        | 6–7(3–7), 3–6             |
| Vítěz     | 14. | červenec 2019      | Astana, Kazachstán         | tvrdý     | Sebastian Korda     | 7–6(7–5), 3–6, 6–4        |
| Finalista | 10. | říjen 2019         | Brest, Francie             | tvrdý (h) | Ugo Humbert         | 2–6, 3–6                  |

### Čtyřhra (4 tituly)
| Č. | datum         | turnaj            | povrch      | spoluhráč      | poražení finalisté                   | výsledek               |
| -- | ------------- | ----------------- | ----------- | -------------- | ------------------------------------ | ---------------------- |
| 1. | duben 2008    | Ťumeň, Rusko      | koberec (h) | Danila Arsenov | Vladyslav Klymenko Aleksandr Jarmola | 7–5, 7–6(7–3)          |
| 2. | srpen 2009    | Moskva, Rusko     | antuka      | Ilja Beljajev  | David Savić Artem Sitak              | 1–6, 7–6(7–5), [12–10] |
| 3. | listopad 2011 | Ženeva, Švýcarsko | tvrdý (h)   | Igor Andrejev  | James Cerretani Adil Shamasdin       | 7–6(7–1), 7–6(7–2)     |
| 4. | leden 2017    | Rennes, Francie   | tvrdý (h)   | Michail Jelgin | Julian Knowle Jonathan Marray        | 6–4, 3–6, [11–9]       |

## Finále soutěží družstev: 2 (2–0)
| Stav  | č. | soutěž                                        | povrch    | spoluhráči                                                  | soupeři ve finále                                                                   | výsledek |
| ----- | -- | --------------------------------------------- | --------- | ----------------------------------------------------------- | ----------------------------------------------------------------------------------- | -------- |
| Vítěz | 1. | 2.–7. února 2021 ATP Cup Melbourne, Austrálie | tvrdý     | Daniil Medveděv Andrej Rubljov Aslan Karacev                | Matteo Berrettini Fabio Fognini Simone Bolelli Andrea Vavassori Vincenzo Santopadre | 2–0      |
| Vítěz | 2. | 5. prosince 2021 Davis Cup Madrid, Španělsko  | tvrdý (h) | Daniil Medveděv Andrej Rubljov Aslan Karacev Karen Chačanov | Marin Čilić Nino Serdarušić Borna Gojo Mate Pavić Nikola Mektić                     | 2–0      |